# ジャニスへの手紙
『ジャニスへの手紙』（ジャニスへのてがみ）は、南沙織通算15枚目のオリジナルアルバム。1976年12月21日発売。発売元はCBSソニー。

## 解説
- LP帯コピー：ジャニス・イアンとシンシアのゆたかなめぐり逢い
- 20thシングル「哀しい妖精」（1976.9.1）の原曲「I LOVE YOU BEST （哀しい妖精）」を含む、15枚目のオリジナルアルバム。
- A面（M-1からM-6）は、ジャニス・イアン提供のオリジナル楽曲。B面（M-7からM-12）は、洋楽ロックのカヴァー。
- 自身が「哀しい妖精」を気に入っており、次シングル「愛はめぐり逢いから」（1976.11.21）リリース後でも、英語ヴァージョンをテレビで披露することがあった。
- ジャケット写真は、今の六本木ヒルズあたりで撮影されたものだという[1]。
- 上記シングル「愛はめぐり逢いから」の歌詞シートに本アルバムの発売予告が掲載されており、そこでは『ジャニスからの手紙』というタイトルになっている。
- 2005年、ソニーレコードのWeb通信販売サイト「Sony Music Shop」内の「オーダーメイドファクトリー」で、購入予約注文数が規定枚数に達したため、初CD化が実現（帯なし、プラスチックケース仕様）。その後程なく、CD-BOXで再リリースされた。
- CDパッケージでの生産は中止されており、音楽配信でのみ購入が可能である（2008年現在）。

## 収録曲
1. I LOVE YOU BEST （哀しい妖精）
作詞・作曲: J.IAN、編曲: 萩田光雄
ラジオ番組「オールナイトニッポン」での、シンシアとジャニスのトークが冒頭に収録されている。
2. BACK HOME
作詞・作曲: J.IAN、訳詞: 竜真知子、編曲: 萩田光雄
3. PEOPLE TALK （輝く瞳）
作詞・作曲: J.IAN、訳詞: 中里綴、編曲: 萩田光雄
4. I'M HOLDING ON
作詞・作曲: J.IAN、編曲: 萩田光雄
5. ONE MORE TOMORROW （長い帰り道）
作詞・作曲: J.IAN、訳詞: 中里綴、編曲: 萩田光雄
6. ANGELA
作詞・作曲: J.IAN、訳詞: 竜真知子、編曲: 萩田光雄
7. FOUR STRONG WINGS （風は激しく）
作詞・作曲: L.TYSON、編曲: 萩田光雄
オリジナル歌唱は、Ian & Sylvia。
8. EARLY MORNING RAIN （朝の雨）
作詞・作曲: G.LICHTFOOT、訳詞: 比良九郎、編曲: 萩田光雄
オリジナル歌唱は、Ian & Sylvia。
9. I DIG ROCK AND ROLL MUSIC （ロック天国）
作詞・作曲: P.SOOKEY・J.MASON・D.DIXON、編曲: 萩田光雄
オリジナル歌唱は、Peter, Paul & Mary。
10. DON'T THINK TWICE, IT'S ALL RIGHT （くよくよするなよ）
作詞・作曲: B.DYLAN、編曲: 萩田光雄
オリジナル歌唱は、B.DYLAN。
11. SWALLOW SONG （つばめの歌）
作詞・作曲: R.FARINA、訳詞: 中里綴、編曲: 萩田光雄
オリジナル歌唱は、Mimi & Richard Farina。
12. BLOWIN' IN THE WIND （風に吹かれて）
作詞・作曲: B.DYLAN、編曲: 萩田光雄
オリジナル歌唱は、B.DYLAN。

## 関連作品
- I LOVE YOU BEST （哀しい妖精）
  - CYNTHIA ALIVE
- BACK HOME
  - シンシアのハーモニー
  - Cynthia Memories
- PEOPLE TALK （輝く瞳）
  - シンシアのハーモニー
  - シンシア・ラブ
  - Cynthia Memories
  - GOLDEN J-POP/THE BEST 南沙織
- ONE MORE TOMORROW （長い帰り道）
  - Cynthia Memories
- ANGELA
  - CYNTHIA ANTHOLOGY

## 発売履歴
- 1976年12月21日 - LP
- 2004年11月01日 - CD （オーダーメイドファクトリー）
- 2006年06月14日 - CD （紙ジャケット・高音質マスターサウンド）
  - 35周年CD-BOX『Cynthia Premium』の1枚。個別販売はない。